# Innsbrucker Dom

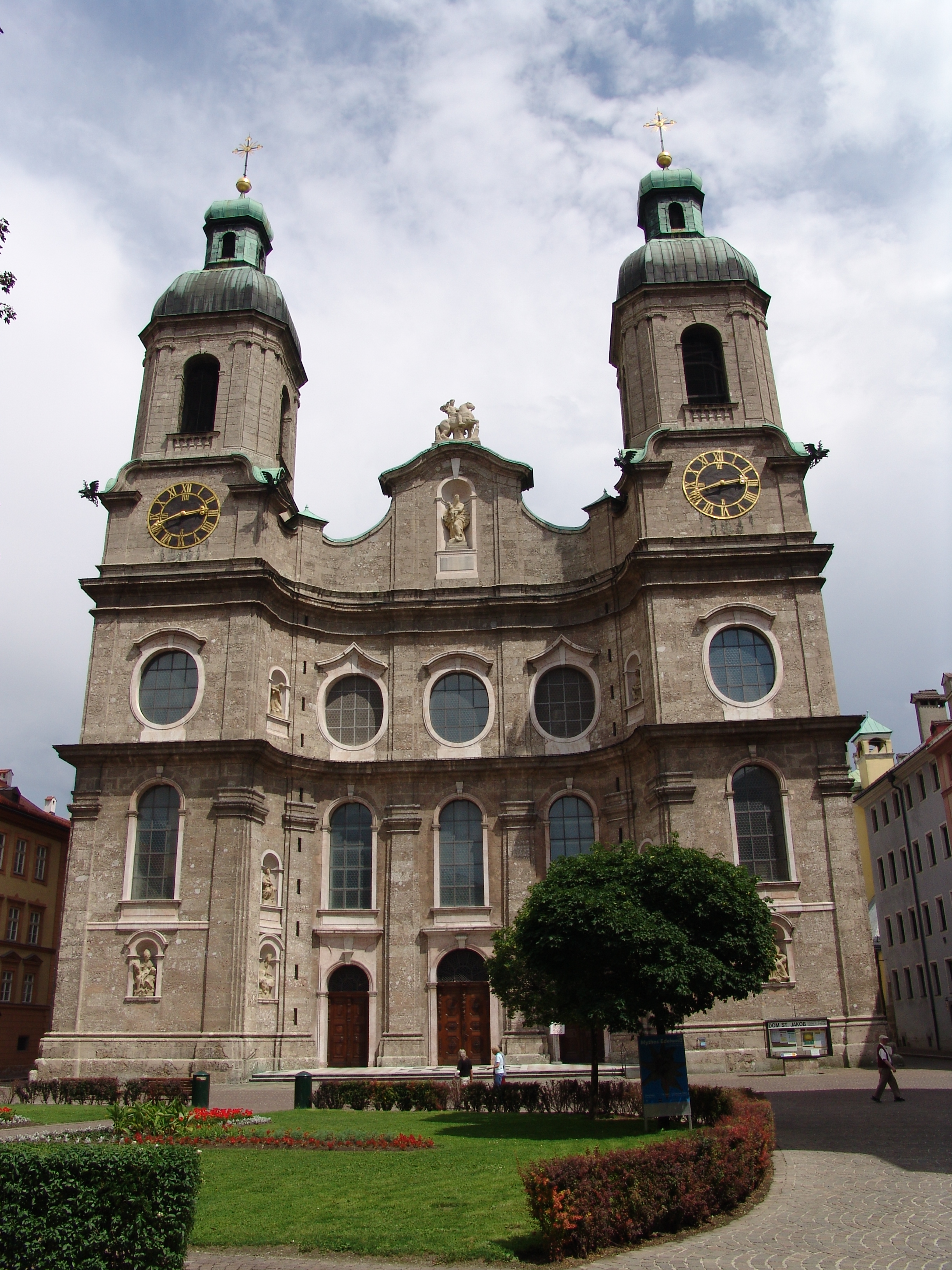
Dom St. Jakob in Innsbruck

Der Dom zu St. Jakob in Innsbruck, oftmals auch nur kurz als Innsbrucker Dom bezeichnet, ist die Kathedrale beziehungsweise der Bischofssitz der römisch-katholischen Diözese Innsbruck. Die Domkirche ist dem Apostel Jakobus d. Ä. geweiht, das Patrozinium wird am Jakobitag, dem 25. Juli gefeiert. Das Gebäude steht unter Denkmalschutz (Listeneintrag).

## Geschichte

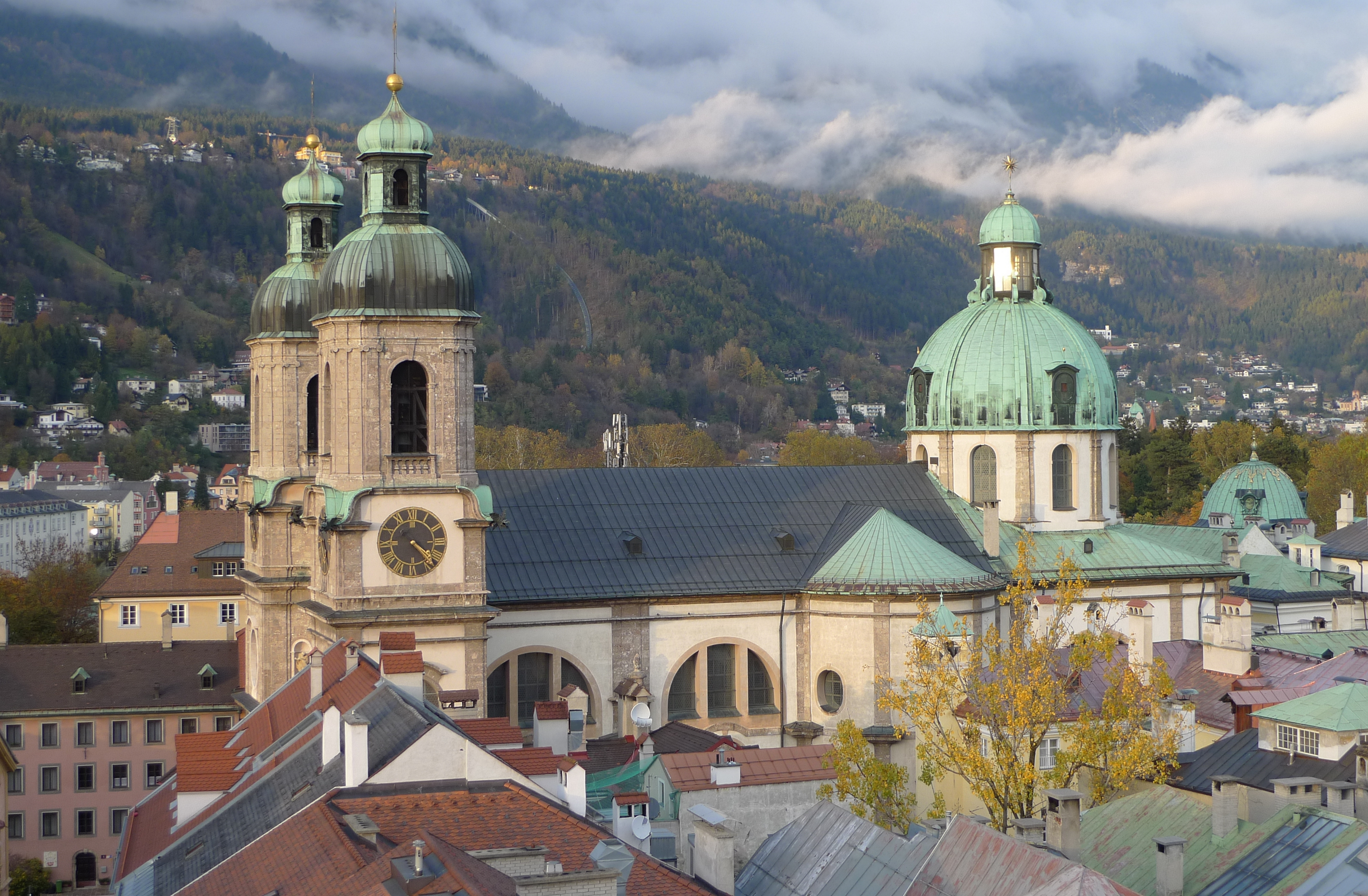
Blick vom Stadtturm zum Innsbrucker Dom

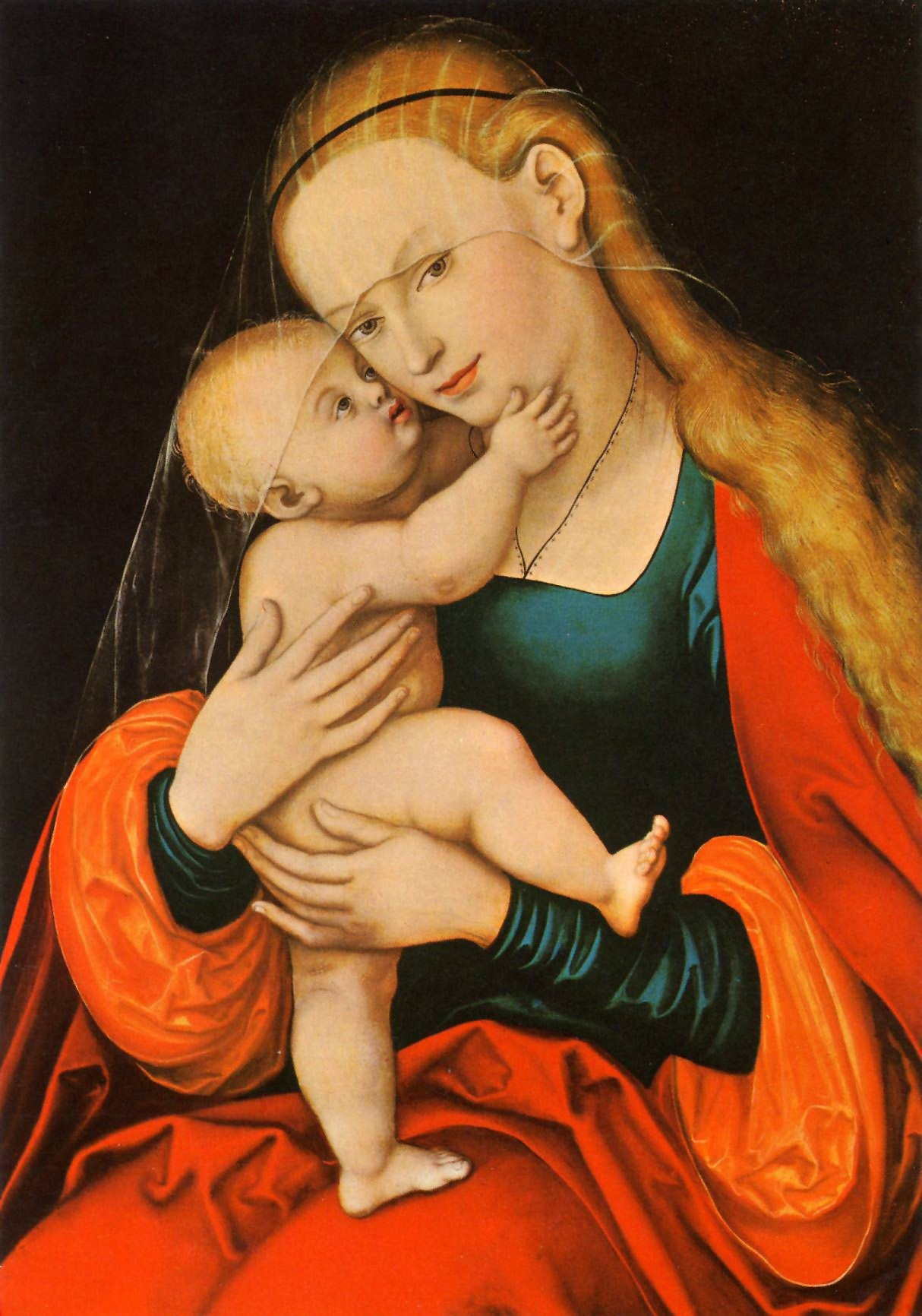
Mariahilf (nach 1537) von Lucas Cranach d. Ä., am Hochaltar

Vermutlich bestand die in einem Vertrag von 1180 als „ecclesia in foro“ bzw. „diu chirche in dem markt“ erwähnte Kirche bereits 1181/82. Von 1270 datiert die erste urkundliche Nachricht einer St. Jakobskirche in Innsbruck. 1494 entstand die älteste erhaltene Ansicht der gotischen Kirche auf einem Aquarell von Albrecht Dürer, 1556 erfolgte eine Darstellung im Schwazer Bergwerksbuch. 1643 wurde St. Jakob eine selbständige Pfarre, während sie vorher eine Filialkirche von Wilten war. Das Pfarrwappen zeigt Pilgerstab und Pilgermuschel des heiligen Jakob. 1650 gelangte das berühmte Gnadenbild Mariahilf von Lucas Cranach dem Älteren in die Kirche, welche sich in der Folge zu einem Marienwallfahrtsort entwickelte. 1689 richtete ein Erdbeben Schäden an der Kirche an.
Zwischen 1717 und 1724 wurde der Neubau nach den Plänen von Johann Jakob Herkomer und Johann Georg Fischer bei Weiterverwendung der alten Langhausmauern im Stil des Barock ausgeführt. Im Jahr 1904 wurde die Innsbrucker Stadtpfarre zur Propstei erhoben und der Propst mit besonderen Rechten ausgestattet. Er war fortan für die Zeit seines Amtes Apostolischer Protonotar ad instar participantium und hatte nun das Recht, Mitra, Pektorale und Ring zu tragen. 1944 wurde die Kirche durch alliierte Bombentreffer beschädigt. 1964 entstand die Diözese Innsbruck, wodurch die Pfarrkirche in den Rang einer Bischofskirche (Dom) erhoben wurde. Im Jahr 2000 wurde im Südturm eine Sakramentskapelle eingerichtet. Im selben Jahr fanden auch die Feierlichkeiten anlässlich des 350. Jubiläums der Übertragung des Gnadenbildes Mariahilf in die damalige Stadtpfarrkirche mit gleichzeitiger Einweihung der neuen Domorgel statt.
Die Weihe der Kirche an St. Jakob weist auf die Lage von Innsbruck an der Pilgerstraße (Jakobsweg) nach Santiago de Compostela in Spanien hin, einer der drei bedeutendsten Pilgerstätten des Mittelalters neben Jerusalem und Rom.
Bei einer anlässlich der Domrestaurierung vorgenommenen archäologischen Notgrabung vor dem Kirchenportal wurden 2022 Fundamentreste der ehemaligen 14 Nothelfer-Kapelle aus dem 15. Jahrhundert und eine Priestergruft gefunden.

## Baukunst

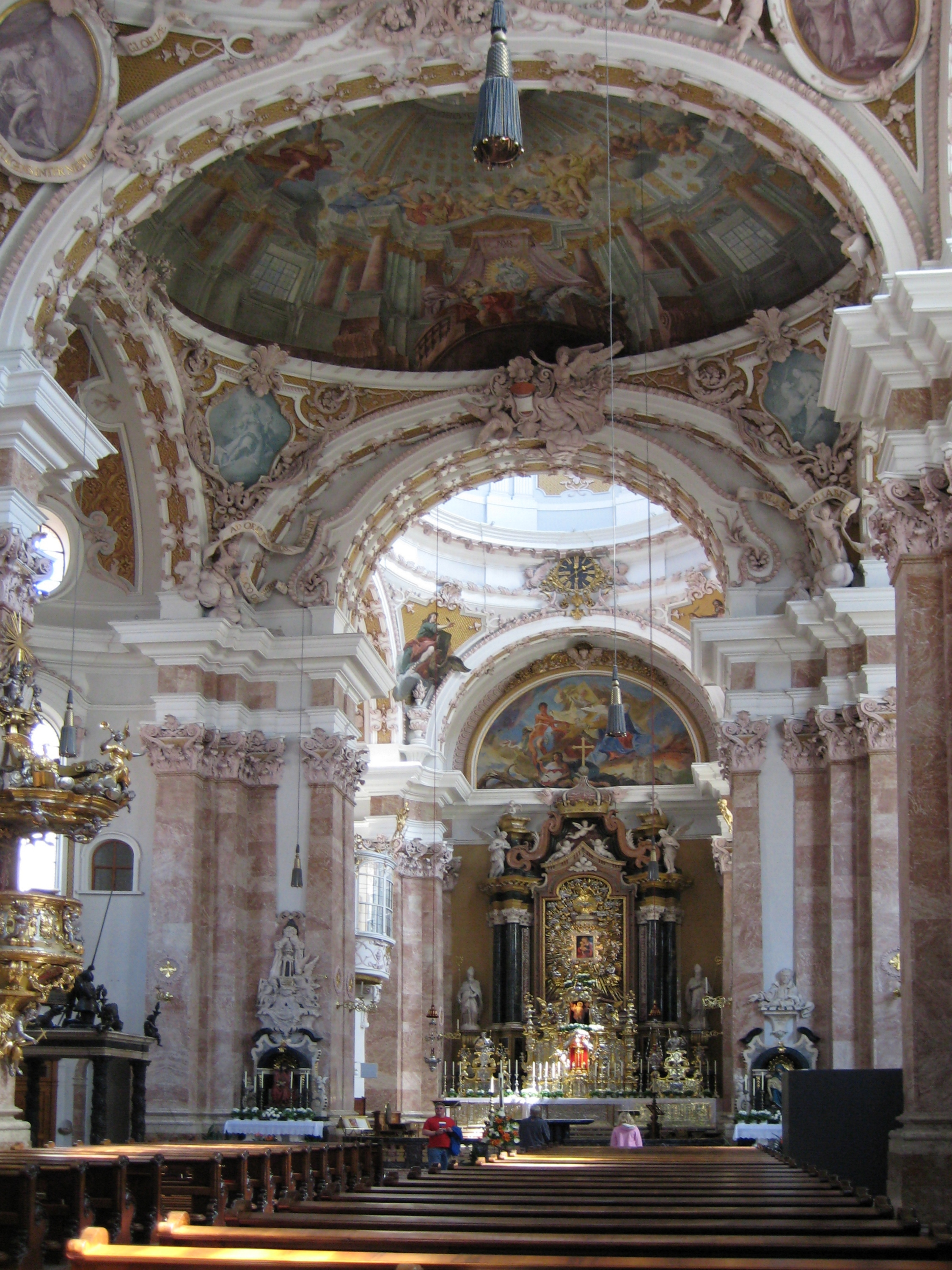
Innenraum zum Hochaltar hin

### Fassade
Die am Domplatz sich erhebende Fassade des Innsbrucker Doms ist eine Doppelturmanlage mit zurücktretender Mitte. Zwei Gebälklagen fassen die Fassade zusammen und teilen sie in drei horizontale Abschnitte. Das Hauptgeschoß wird durch übereinander gelegte Pilaster gegliedert. Den drei Portalen entsprechen drei Rundbogenfenster darüber. In den Kehlen, mit denen die Fassade vorschwingt, stehen kleine Figurennischen. Eine größere Figurennische befindet sich auch im Turmuntergeschoß. Das zweite Geschoß wird von stehenden Ovalfenster gegliedert. Deren Bedachungen zeigen abwechselnd Segmentform und geschweifte Spitzform. In beiden Geschoßen schließen die Fensterrahmungen an tiefer liegende Fassadenelemente an: im Hauptgeschoß an Portalrahmen bzw. Zwischengesims, im zweiten Geschoß an das große Gesims. Die beiden Hauptgesimse sind unterschiedlich gestaltet: Das untere besteht nur über den Pilastern und ist unverkröpft, das obere ist durchgezogen und verkröpft. Das dritte Turmgeschoß besteht aus einem quadratischen Sockel mit Glockenoktogon, der Sockel wird durch Lisenen gegliedert, das Oktogon durch einfache Pilaster beidseits der Schallarkaden sowie durch Doppelpilaster vor den Schrägseiten, wobei geschweifte Giebelfragmente vom Quadrat zum Oktogon überleiten. Hauben mit Laterne und zweiter Haube, die ein vergoldetes Kreuz auf einer Weltkugel trägt, schließen die Türme ab. Der Giebel nimmt eine Nische mit einer Marienstatue auf. Bekrönt wird er von einem geschweiften Gebälklage.

### Innenraum
Der Dom St. Jakob ist ein Longitudinalbau mit konkaver Westfassade, knapp halbrunden Querhäusern und gerade schließendem Chor. Der Grundriss zeigt vier aufeinander folgende Teilräume: Drei querrechteckige Joche bilden das Langhaus, ein quadratisches Joch bildet den Chor. Das dritte der Langhausjoche sendet Querarme aus und erhält Vierungscharakter, den Chorraum, der weniger breit ist wie das Langhaus, umschließen dreiseitig Nebenräume. Das Langhaus wird von Querovalkuppeln überwölbt, über dem Chorraum öffnet sich eine kreisrunde Tambourkuppel. Der Innenraum lebt vom Gegensatz von weißen Putzflächen und rötlichen Pilastern und Gebälkstücken. Dreiseitig mit Pilastern besetzte Wandpfeiler mit vorkragenden Gebälkköpfen rhythmisieren den Raum. Aufgrund einer Trennnut sind die Pilaster und ihre Arkadenbögen von der Wand abgerückt. Vor den Langhauswänden stehen Altäre, deren Auszüge in das darüber liegende Ovalfenster reichen. Über dem durchgezogenen, mittig aufschwingenden Hauptgebälk liegen Thermenfenster. Vor der durchfensterten Westwand befindet sich eine Orgelempore. In den Querräumen liegen unten große Fenster und über dem erneut aufschwingenden Hauptgesims stehende Ovalfenster. Im Kuppeltambour wechseln Doppelpilaster mit Fenstern. Oberhalb der Kuppelschale öffnet sich eine Laterne. An den Chorwänden liegen segmentförmige Oratorien.

## Ausstattung
In der Kirche befindet sich das Grabmal von Maximilian III. Deutschmeister, Landesfürst von Tirol 1612–1618. Der Entwurf stammt von Caspar Gras, nach anderer Ansicht von Hubert Gerhard, der Guss von Heinrich Reinhart. Besonders interessant sind die Salomonischen Säulen, die unter anderem mit Pflanzen, Schnecken, Vögeln und Heuschrecken verziert sind. Oben kniet der Landesfürst mit St. Georg und dem Drachen. St. Georg war bis 1772 Landespatron von Tirol, dann folgte St. Josef. Seit 2005 ist der Heilige Georg dem Heiligen Josef als 2. Landespatron zur Seite gestellt.
Eine Grabplatte erinnert auch an Erzherzog Eugen, Oberbefehlshaber der österreichisch-ungarischen Armee im Ersten Weltkrieg, ebenfalls Angehöriger des Deutschen Ordens.
Die vergoldete Kanzel ist ein Werk von Nikolaus Moll um 1724. Die Kanzel wird gestützt von den personifizierten drei göttlichen Tugenden: Glaube (Engel mit Kreuz), Liebe (Engel, der auf das Herz zeigt), Hoffnung (Engel mit Anker). Bekrönt wird die Kanzel von dem Dreieck als Symbol der Heiligen Dreifaltigkeit, den Gesetzestafeln Moses und einen den Ruhm Gottes verkündenden Engel mit Trompete.
Die Deckenfresken stammen von Cosmas Damian Asam, der Stuck von Egid Quirin Asam. Es handelt sich dabei um barocke Illusionsmalerei.
Im Zentrum des Hochaltarretabels befindet sich das Mariahilf-Bild von Lukas Cranach dem Älteren. Der Hochaltar selbst wurde 1729 von Cristoforo Benedetti und seinem Sohn Teodoro geschaffen. Schwarze Stuckmarmorsäulen flankieren die rechteckige Rahmung des Gnadenbilds. Dieses wird von einer Strahlenglorie hinterfangen, darüber befinden sich ein Baldachin und die Taube. Über bewegter Gebälkzone erhebt sich der von Voluten gerahmte Auszug, den eine Krone beschließt.
Von Benedetti Vater und Sohn stammen auch der Fußboden im Chorraum sowie weitere Seitenaltäre, die im Auftrag des Fürstbischofs von Brixen Kaspar Ignaz von Künigl entstanden sind.

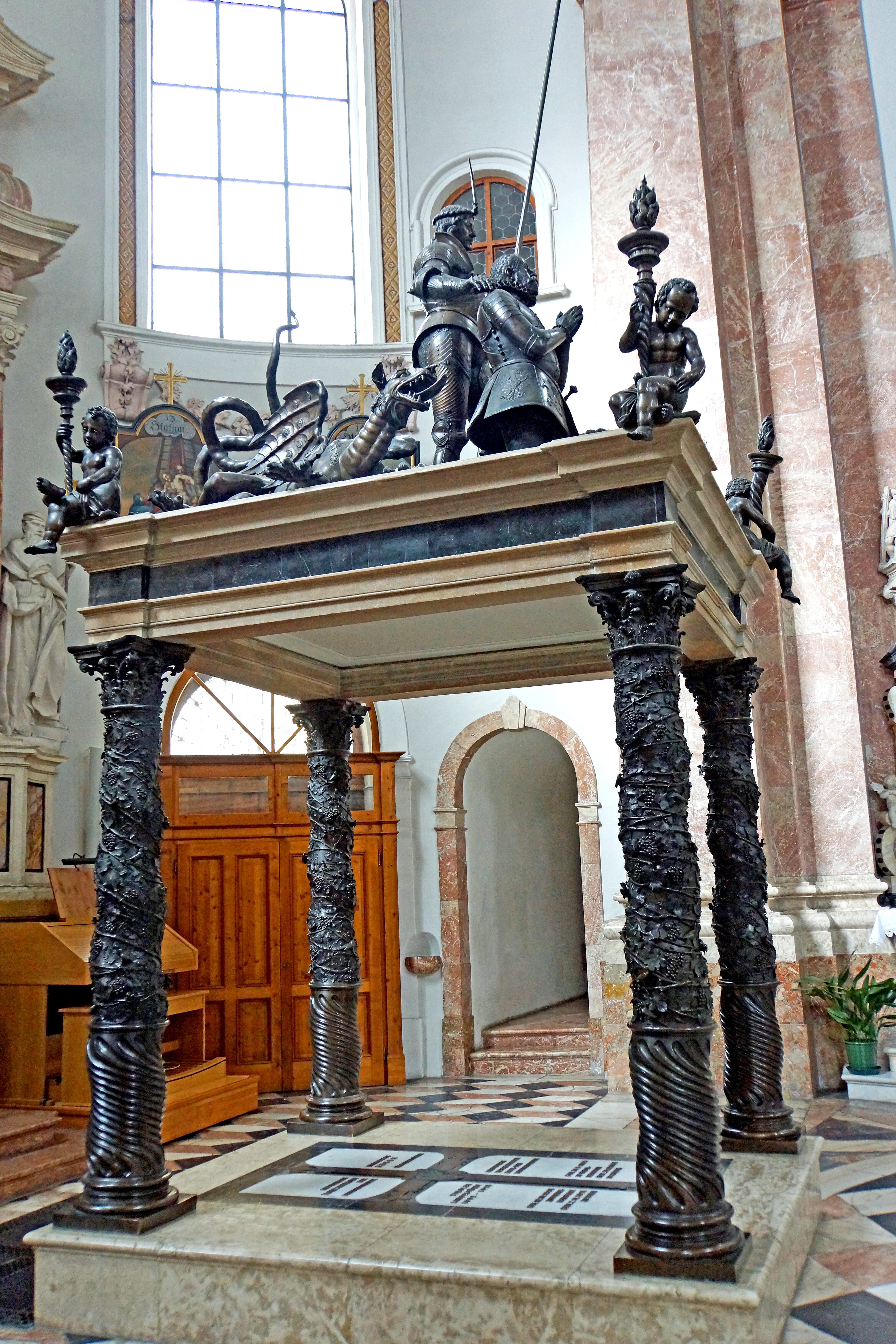
Grabmal von Maximilian III.
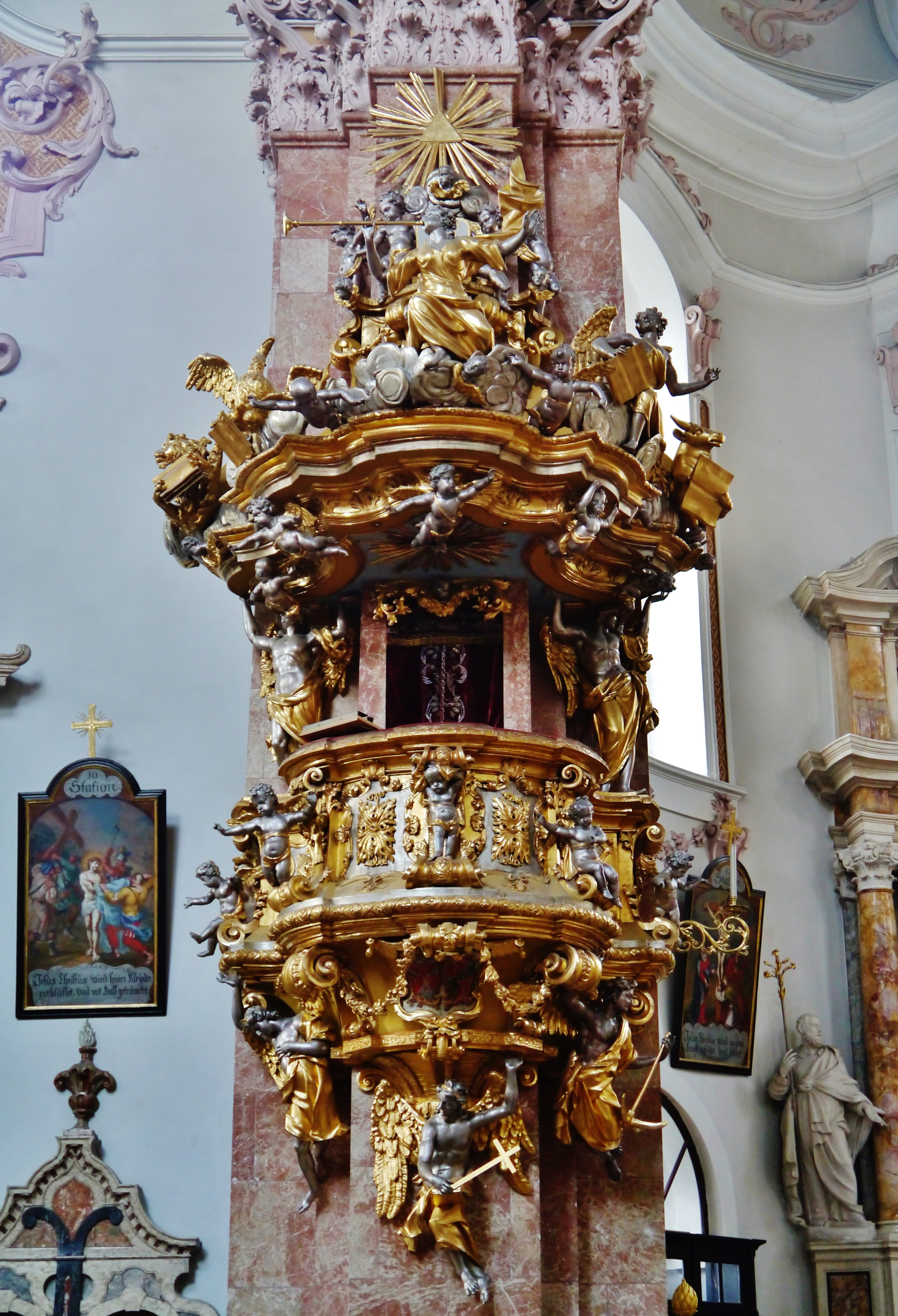
Kanzel
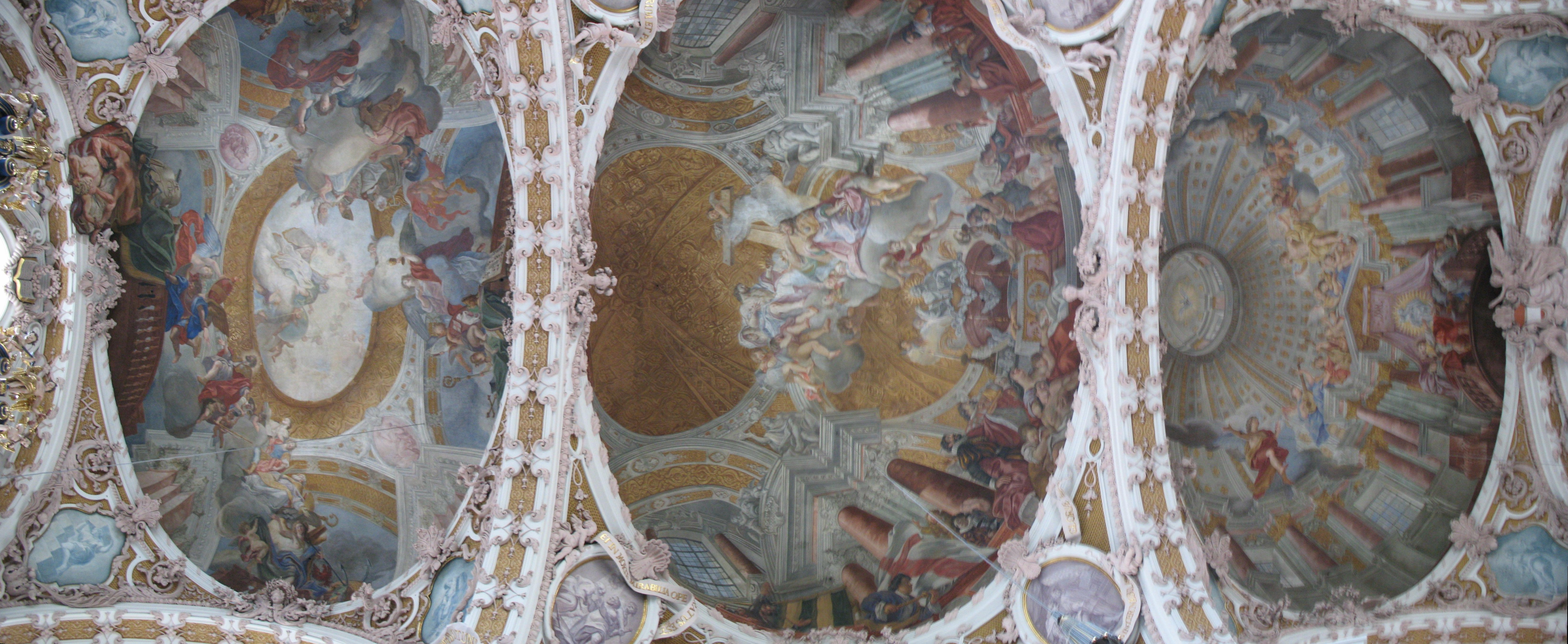
Deckenfresken

## Orgel

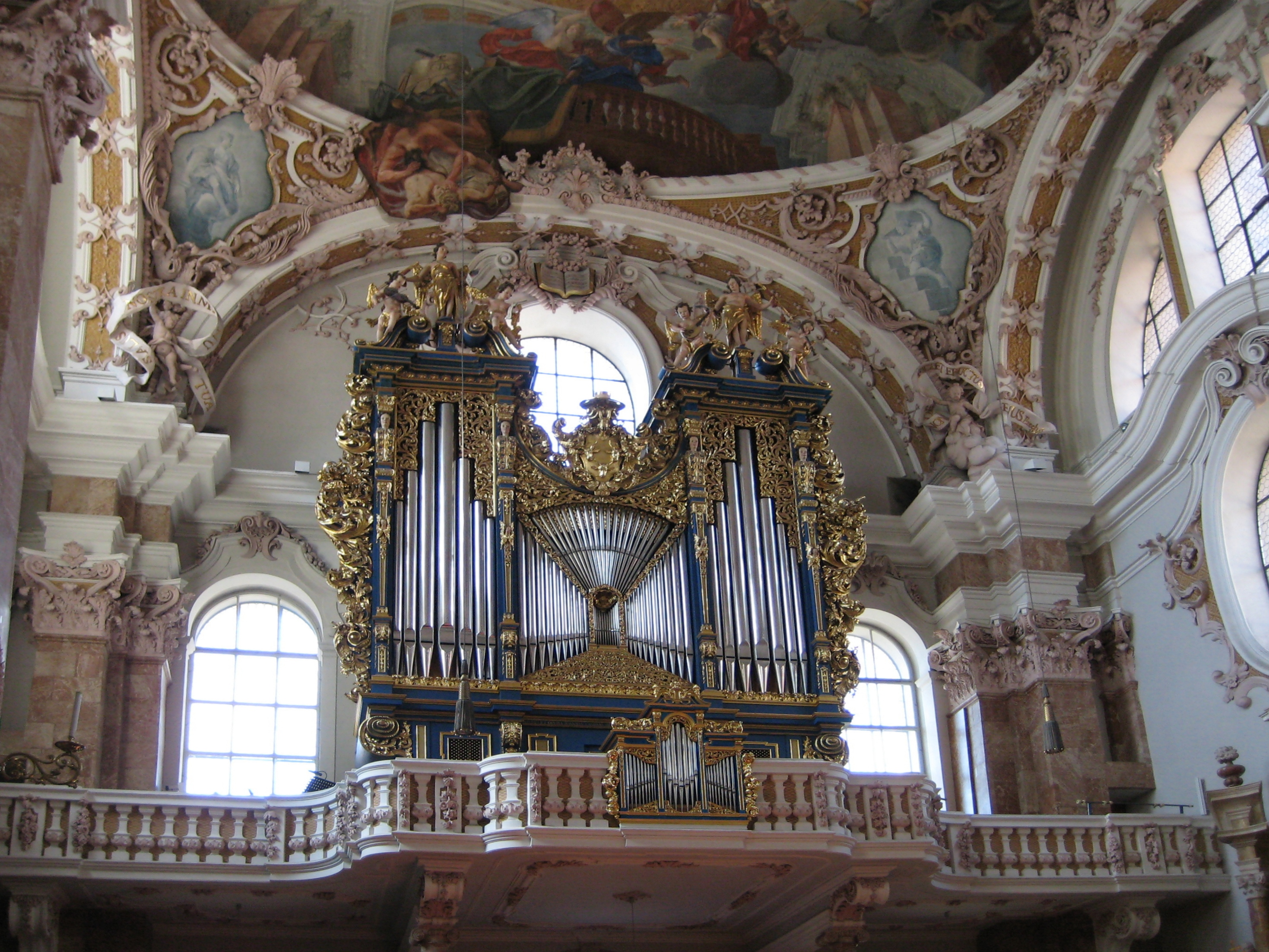
Orgel

Die große Orgel auf der Westempore wurde in den Jahren 1998 bis 2000 von der österreichischen Orgelbauwerkstatt Pirchner (Steinach a. Br.) in dem Gehäuse der Orgel von Johann Kaspar Humpel aus dem Jahre 1725 erbaut, unter Verwendung von Pfeifenmaterial der Vorgängerorgel. Das Instrument hat mechanische Spiel- und Registertrakturen und insgesamt 57 Register (3729 Pfeifen).
| I Hauptwerk C–g3 |                    |       |
| 1.               | Bordun             | 16′   |
| 2.               | Prinzipal          | 8′    |
| 3.               | Voce umana         | 8′    |
| 4.               | Hohlflöte          | 8′    |
| 5.               | Gamba              | 8′    |
| 6.               | Oktave             | 4′    |
| 7.               | Spitzflöte         | 4′    |
| 8.               | Quinte             | 2 ⁄3′ |
| 9.               | Superoktave        | 2′    |
| 10.              | Mixtur major IV    | 2′    |
| 11.              | Mixtur minor IV    | 1 ⁄3′ |
| 12.              | Cornet V (ab cis1) | 8′    |
| 13.              | Fagott             | 16′   |
| 14.              | Trompete           | 8′    |
| 15.              | Clairon            | 4′    |

| II Oberwerk C–g3 (schwellbar) |                 |        |
| 16.                           | Quintadena      | 16′    |
| 17.                           | Prinzipal       | 8′     |
| 18.                           | Rohrflöte       | 8′     |
| 19.                           | Salizional      | 8′     |
| 20.                           | Vox coelestis   | 8′     |
| 21.                           | Oktave          | 4′     |
| 22.                           | Nachthorn       | 4′     |
| 23.                           | Fugara          | 4′     |
| 24.                           | Nasard          | 2 ⁄3′  |
| 25.                           | Oktave          | 2′     |
| 26.                           | Terz            | 1 3⁄5′ |
| 27.                           | Sifflet         | 1′     |
| 28.                           | Mixtur IV       | 1 ⁄3′  |
| 29.                           | Trompette Harm. | 8′     |
| 30.                           | Cromorne        | 8′     |
|                               | Tremulant       |        |

| III Unterwerk C–g3 (schwellbar) |                 |       |
| 31.                             | Gedeckt         | 8′    |
| 32.                             | Spitzgamba      | 8′    |
| 33.                             | Prinzipal       | 4′    |
| 34.                             | Gedeckt         | 4′    |
| 35.                             | Flöte           | 2′    |
| 36.                             | Larigot         | 1 ⁄3′ |
| 37.                             | Scharff III     | 1′    |
| 38.                             | Echokornett III | 2 ⁄3′ |
| 39.                             | Voix humaine    | 8′    |
|                                 | Tremulant       |       |

| IV Rückpositiv f0–d3 (Solo) |                 |       |
| 40.                         | Prinzipal       | 8′    |
| 41.                         | Flöte           | 8′    |
| 42.                         | Prinzipal       | 4′    |
| 43.                         | Oktave          | 2′    |
| 44.                         | Mixtur III      | 1 ⁄3′ |
| 45.                         | Sesquialtera II | 2 ⁄3′ |
| 46.                         | Trompete        | 8′    |

| Pedalwerk C–f1 |            |         |
| 47.            | Prinzipal  | 16′     |
| 48.            | Subbass    | 16′     |
| 49.            | Violonbass | 16′     |
| 50.            | Quintbass  | 10 2⁄3′ |
| 51.            | Oktavbass  | 8′      |
| 52.            | Bassflöte  | 8′      |
| 53.            | Oktave     | 4′      |
| 54.            | Mixtur VI  | 2 ⁄3′   |
| 55.            | Posaune    | 16′     |
| 56.            | Trompete   | 8′      |
| 57.            | Schalmey   | 4′      |

- Koppeln: II/I, III/I, I/III, I/P, II/P, III/P
- Spielhilfen:
  - An- und Absteller: Unterwerk ein/aus, Rückpositiv ein/aus
  - Sperrventile: Hauptwerk Außenladen ab (Nr. 1, 5, 12–15), Pedal Außenladen ab (Nr. 49, 50, 55–57)

## Glocken

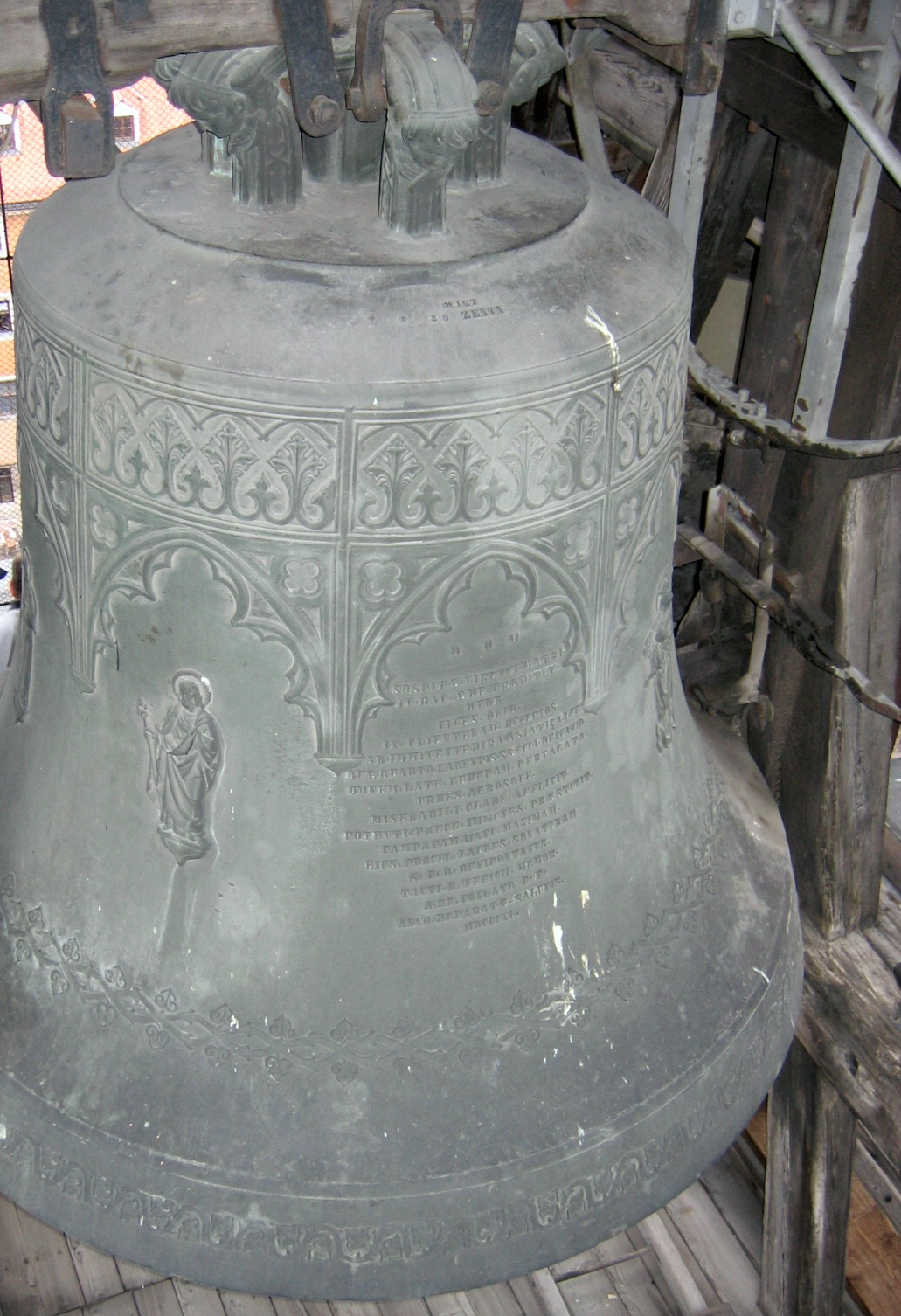
Die Mariahilfglocke zählt zu den bedeutendsten Glocken des Historismus in Österreich.

Die Mariahilfglocke (auch Große Pfarrglocke) ist die zweitgrößte historische Kirchenglocke in Tirol. Sie wurde von der Innsbrucker Glockengießerei Grassmayr im Jahre 1846 gegossen und ist im Nordturm untergebracht. Jeden Freitag um 15 Uhr erinnert sie an die Todesstunde Christi.
Die 1961 und 1965 neu erworbenen sieben Glocken stammen aus derselben Gießerei und hängen im Südturm. Seit 1982 ist im Nordturm das Innsbrucker Friedensglockenspiel untergebracht; es umfasst 48 Glocken und ist somit das größte und umfangreichste Glockenspiel Österreichs. Die Glocken mit einem Gesamtgewicht von 4.100 kg wurden in der niederländischen Glockengießerei Eijsbouts gegossen und ertönen täglich um 12:15 Uhr.
Im September 2018 wurde die alte gesprungene Glocke 5 durch eine neue ersetzt.
| Glocke | Name                              | Gussjahr | Gießer, Gussort             | Durchmesser | Gewicht | Nominal (HT-16tel) |
| ------ | --------------------------------- | -------- | --------------------------- | ----------- | ------- | ------------------ |
| 1      | Mariahilf- oder Große Pfarrglocke | 1846     | Johann Grassmayr, Innsbruck | 2210 mm     | 6342 kg | g0 –7              |
| 2      | Pirminus                          | 1961     | Grassmayr, Innsbruck        | 1720 mm     | 3123 kg | h0 –4              |
| 3      | Josef und Georg                   | 1961     | Grassmayr, Innsbruck        | 1410 mm     | 1674 kg | d1 –4              |
| 4      | Paulus                            | 1961     | Grassmayr, Innsbruck        | 1280 mm     | 1221 kg | e1 –4              |
| 5      | Anna und Petrus Canisius          | 2018     | Grassmayr, Innsbruck        | 1070 mm     | 0777 kg | g1 –4              |
| 6      | Matthäus                          | 1961     | Grassmayr, Innsbruck        | 0940 mm     | 0475 kg | a1 –4              |
| 7      | Christophorus und Homobonus       | 1961     | Grassmayr, Innsbruck        | 0850 mm     | 0356 kg | h1 –4              |
| 8      | Totenglocke                       | 1961     | Grassmayr, Innsbruck        | 0700 mm     | 0202 kg | d2 –4              |

## Medien
- Aufnahme des Glockengeläuts auf YouTube